# 和田峠 (東京都・神奈川県)
和田峠（わだとうげ）は、東京都八王子市（東側）と神奈川県相模原市緑区（西側）の間にある神奈川県道・山梨県道521号佐野川上野原線・東京都道521号上野原八王子線（陣馬街道）の峠。標高690メートル（690 m）。全面舗装である。
元来「和田峠」は相模からの呼び名であり、八王子からの元々の呼び名は案下峠（あんげとうげ）であったという記述もあるが、2023年現在では「和田峠」の呼称のみが残っている。なお陣馬街道は佐野川往還、案下街道とも呼ばれ、八王子市と山梨県旧上野原町を結んでいた。

## 概要
陣馬街道（甲州裏街道）の峠であり、陣馬山へ向かう登山口（登り30分、下り20分）になっている。売店、トイレある。
- コース1 陣馬街道を和田峠まで進むこともできる。
  - 陣馬街道は全面舗装されているが、車の往来は少ない状況にある。しかし、峠周辺は道幅は狭いところが多く、普通自動車でもすれ違いができない部分が多くあり、行くも戻るもできない状態となることがある。雨量によっては峠の頂上で通行止になる場合もあり、規定雨量を超えた場合は、麓の電光掲示板によって「通行止」を知らせる場合がある。勾配は12%〜13%あり、ヘアピンカーブが続くところもある。このため、トラックやトレーラーが事故を起こして通行止めになる場合もある。
- コース2 陣馬街道と醍醐街道の三叉路「落合橋」停留所下車し、醍醐林道経由で和田峠まで進むこともできる。
  - 稜線に沿う醍醐林道は舗装されておらず、ガードレールもない。

## 歴史
- 1580年（天正10年）から15年かけて北条氏は、奥高尾山稜に通じる相模・武蔵・甲斐を結ぶ脇往還、今でいう関東ふれあいの道富士見の道である。そこからの武田氏侵入に備えて、八王子城を築城した。しかし秀吉による強い指示を受けた前田利家と上杉景勝率いる北国勢は、山頂部分を最短距離で案下（八王子市上恩方町）にて火を放ち間道沿いに搦め手から攻められて1日で落城した[3][4]。
- 1970年 - 60台が参加して行われたナイトラリー中の乗用車が、和田峠の林道から川に転落して3人が重傷を負う事故が発生。無許可でラリーが行われていたことで問題視された。当時の林道は幅員3 m程度の砂利道であり[5]、しばしばラリーのコースに組み込まれていた。

## 画像

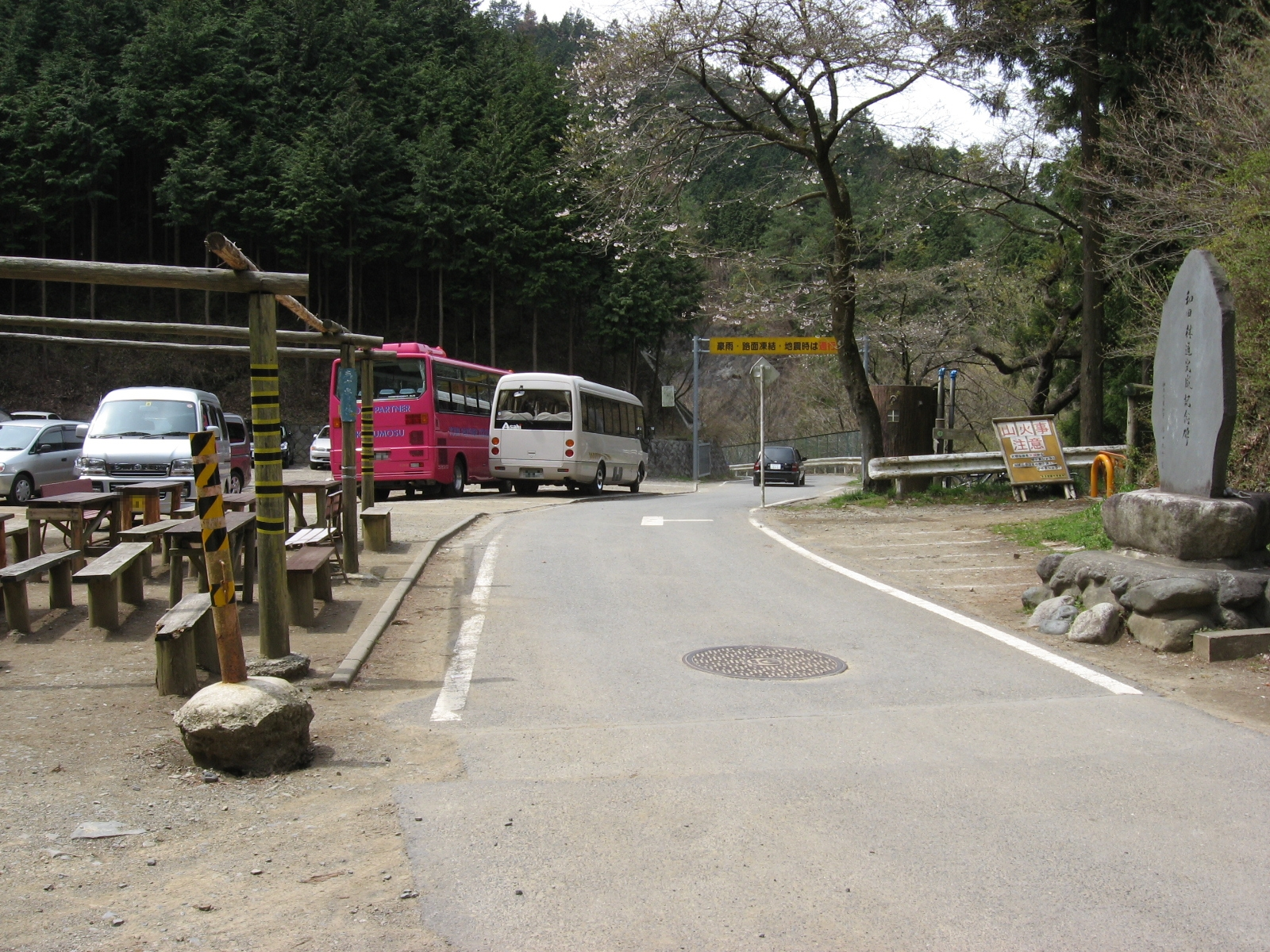
和田峠（八王子方から）
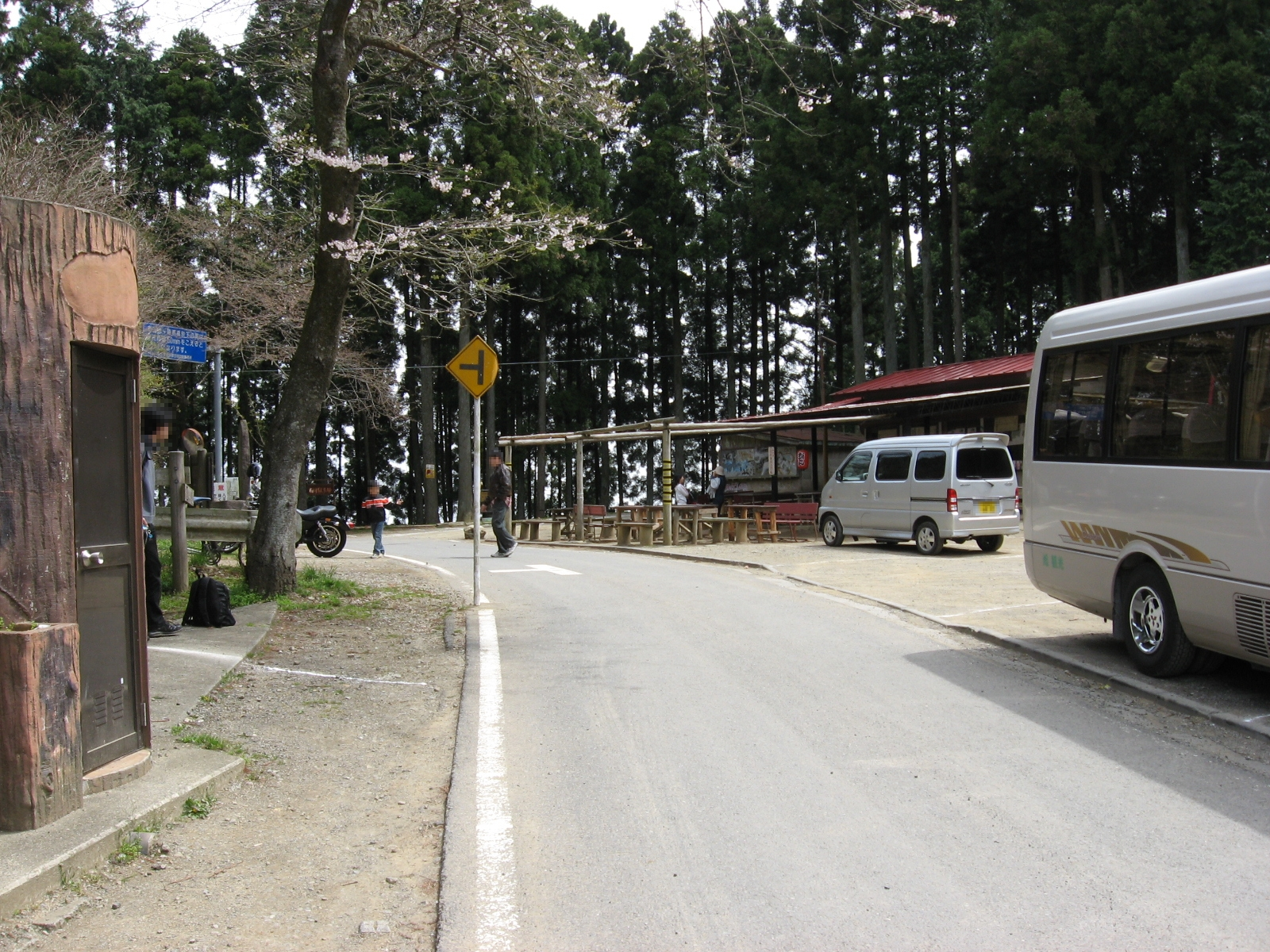
和田峠（藤野方から）
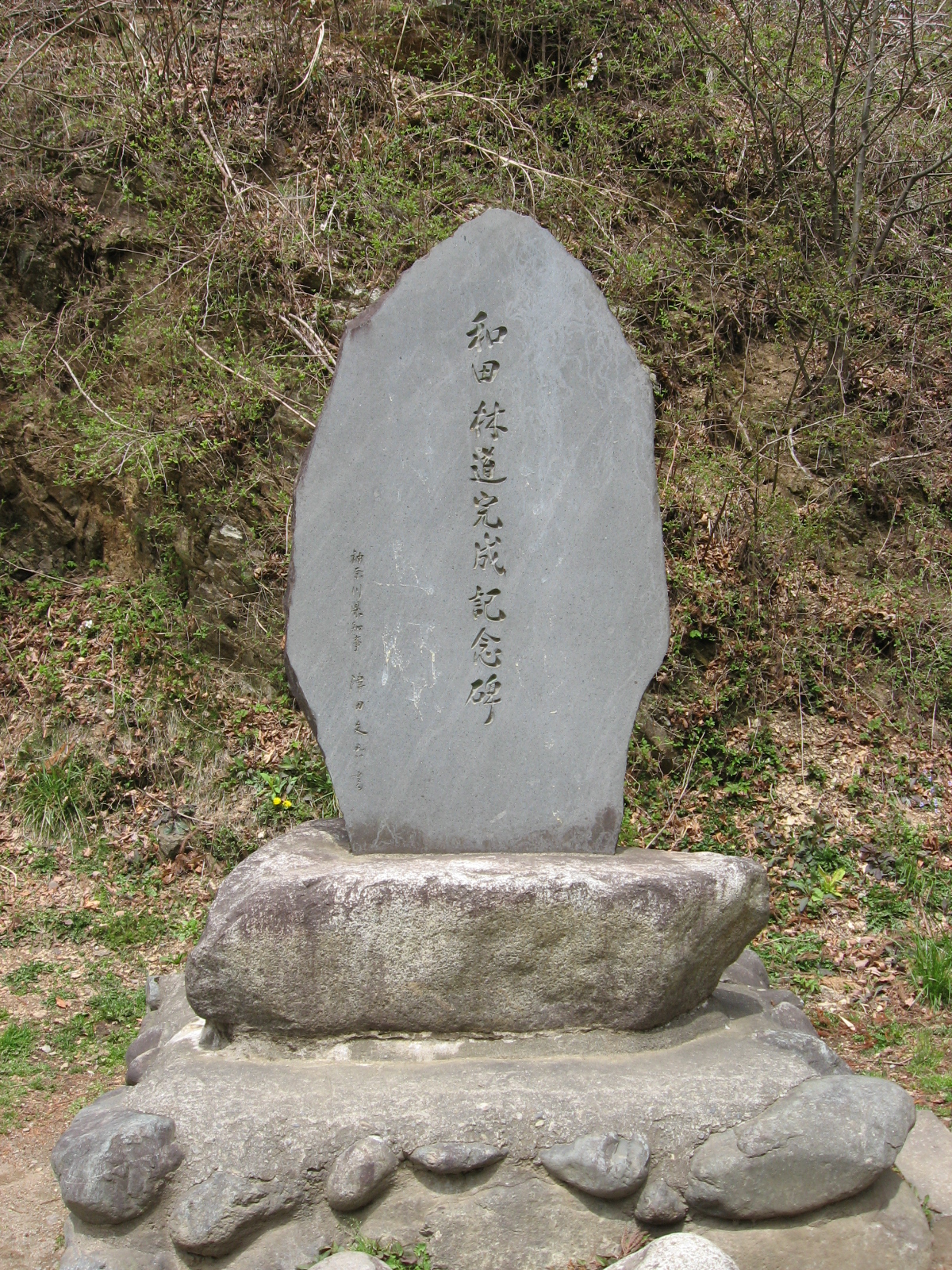
和田林道完成記念碑
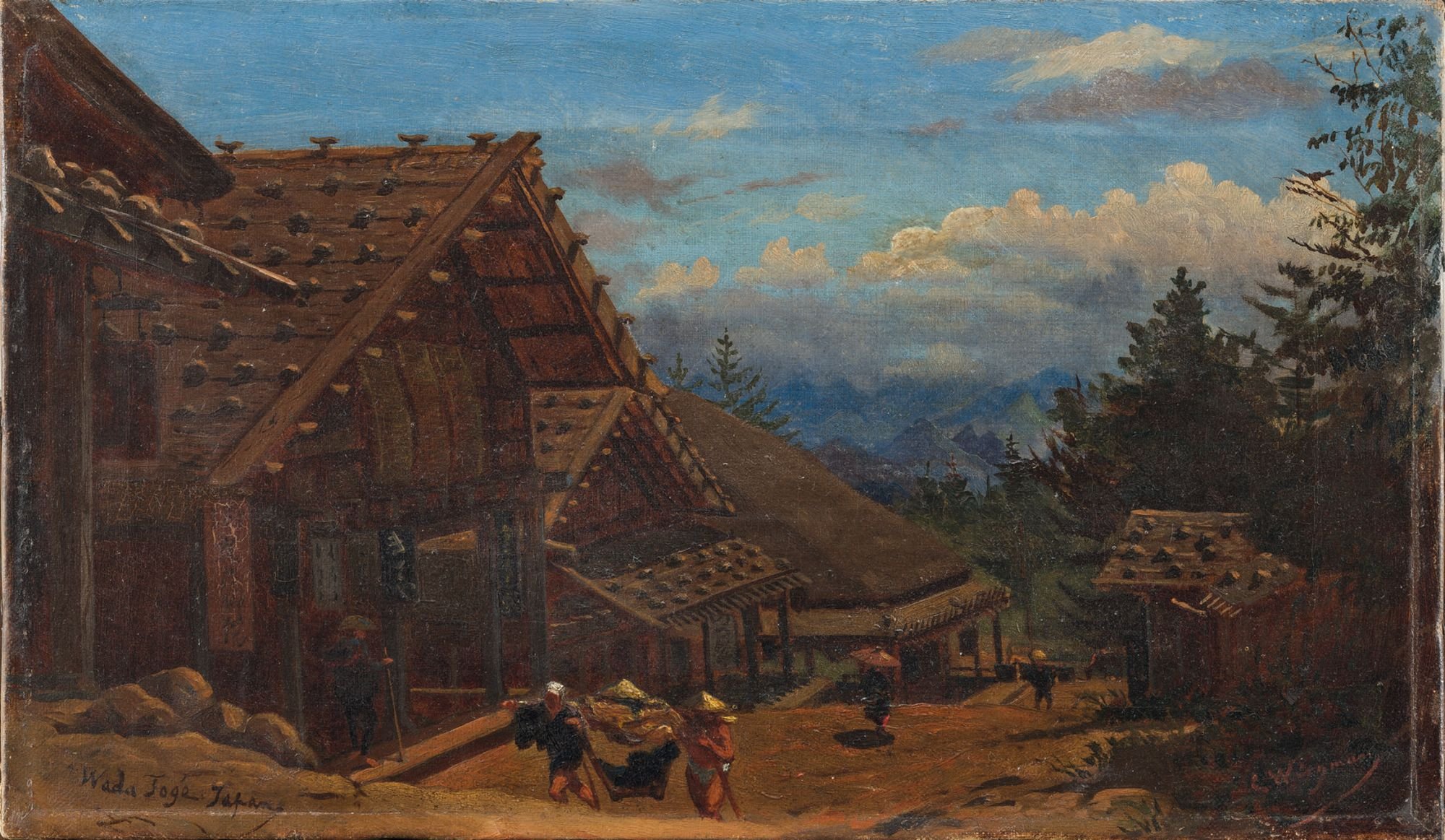
和田峠 チャールズ・ワーグマン作（1876年）

## アクセス
- 西東京バスで高尾駅から「陣馬高原下」行き（西東京バス恩方営業所が運行）[6]。バス停（終点）から和田峠を経て陣馬山頂上まで徒歩で登り1時間・下り40分[2]。
- 駐車場あり。
  - 和田峠 登山者のための駐車場[7][8][9][10]

## サイクリングコース

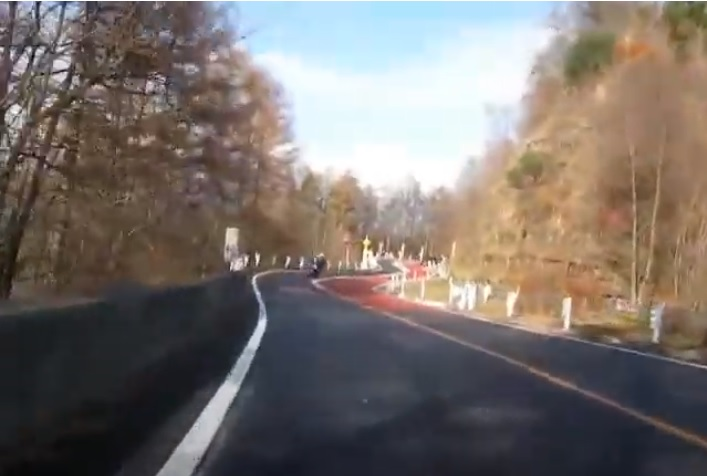
風張峠

自転車競技者が四天坂と呼ぶ坂は、奥多摩方面に多い。距離3.5キロメートル（3.5 km）、平均斜度10%、最大斜度18%、獲得標高364m、最大標高691mの和田峠は、風張峠に並び、これに含まれる。都心から近いこともあって登山者も多いので、自動車も自転車も十分に注意を払う必要がある。なお、和田峠にはサイクルラックの設置をされてないので、盗難には注意を払う必要がある。

## 登山ルート

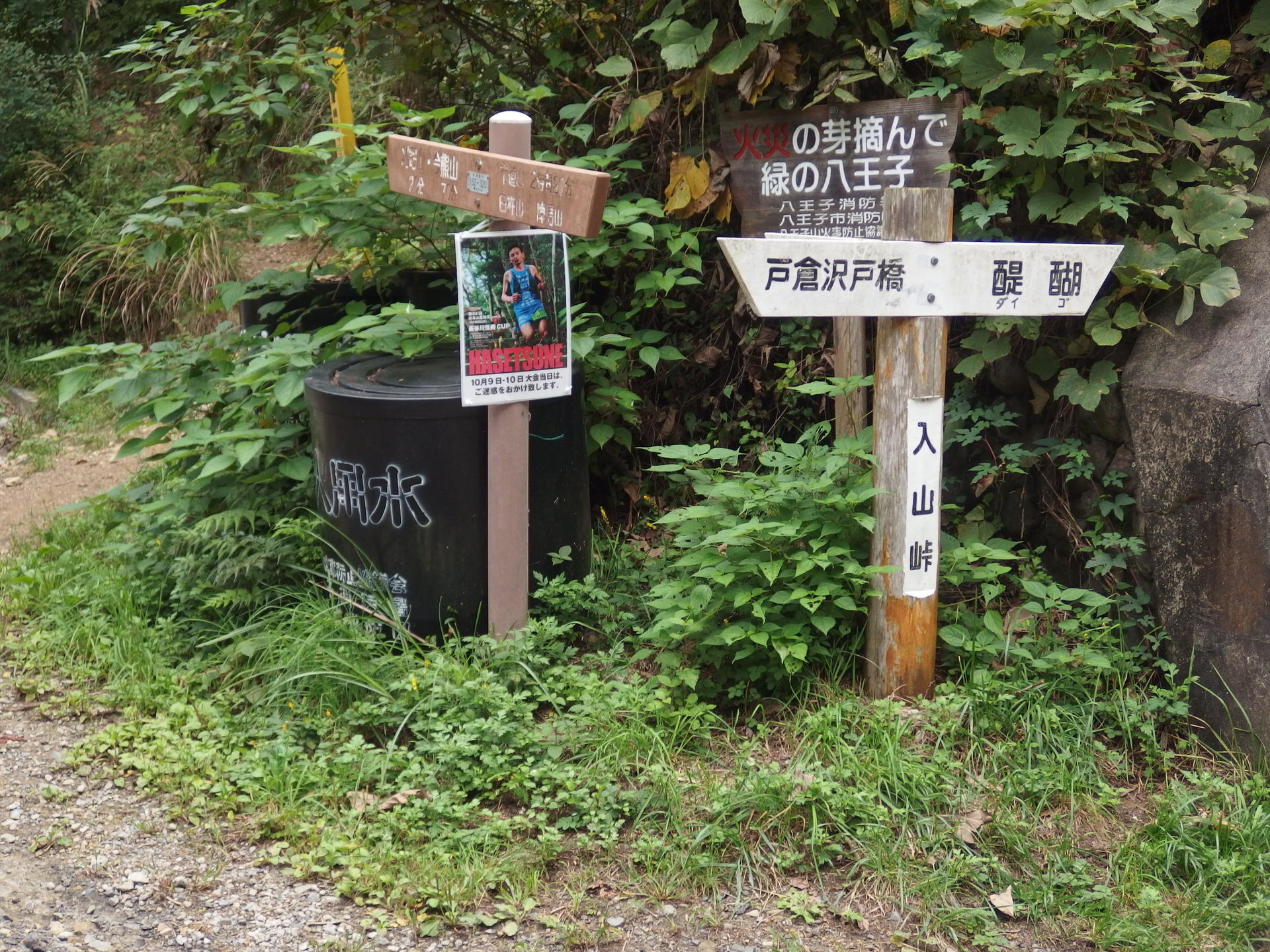
入山峠（八王子市、2016年9月）

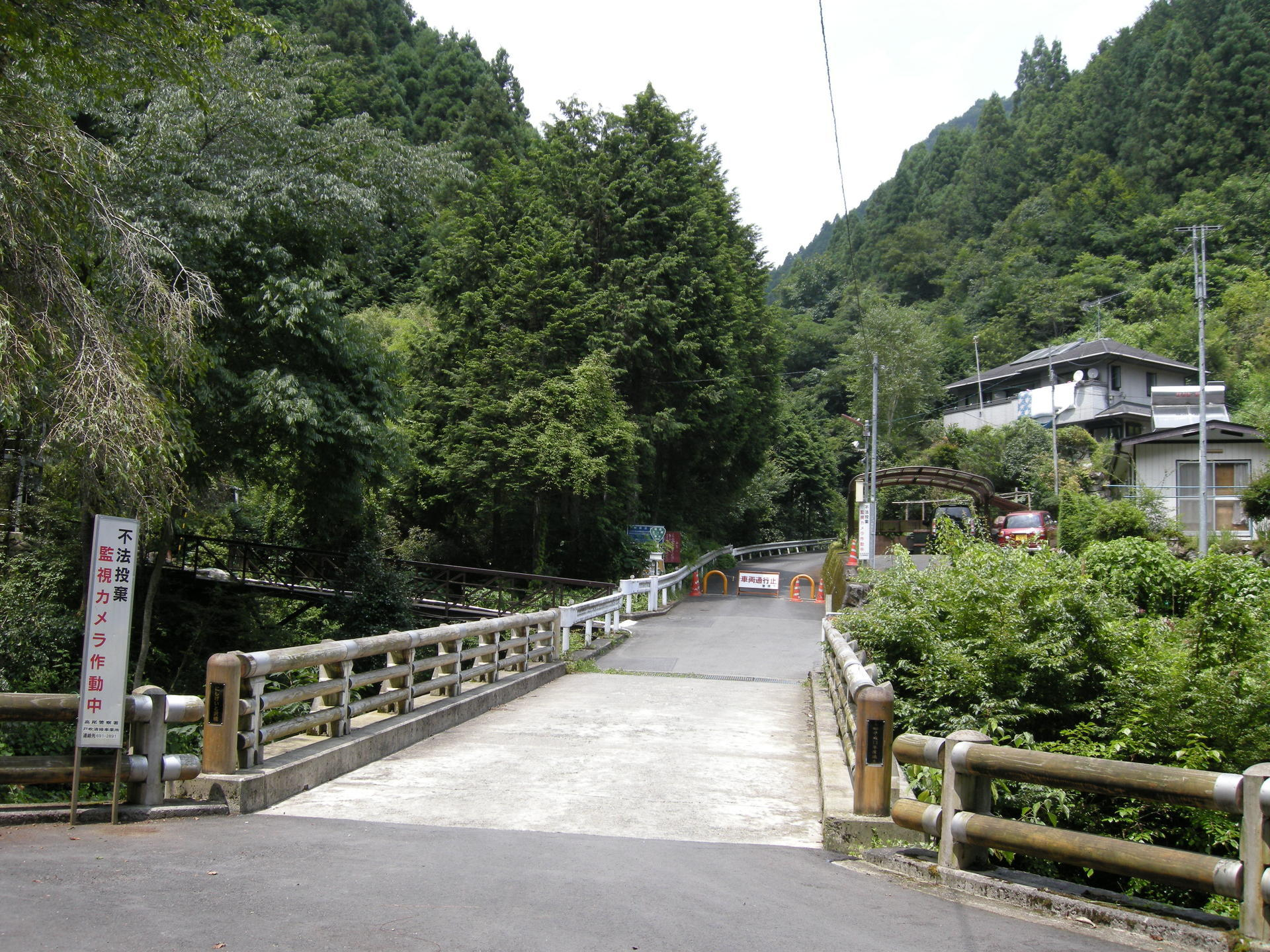
盆掘林道入口（2008年7月）

- 「陣馬山ルート」（関東ふれあいの道“鳥のみち”）[12]
  - 高尾山口駅から高尾山、城山、小仏峠、景信山、陣馬山、和田峠を経て「陣馬高原下」[13]である。距離19.4 km、所要時間6時間55分[14][15][16][17]。
- 「生藤山ルート」（ 関東ふれあいの道“富士見のみち”）
  - 高尾駅から〈美32〉系統「陣馬高原下」行バス[6]。「陣馬高原下」、和田峠、醍醐丸、生藤山、熊倉山、浅間峠、「上川乗」[18]である。距離14.7 キロメートル、所要時間5時間35分である[14][19]。和田峠から富士見の道の最短コースは、1019mの最高峰茅丸と連行峰に的を絞り醍醐丸と生藤山を巻き、三国山の女坂から軍刀利神社(ぐんだりじんじゃ)奥の院を経て井戸バス停[20]（富士急山梨バス）である。
- 「今熊山ルート」(八王子八峰登山大会ルート)
  - 「今熊山登山口」バス停 - 今熊山 - 刈寄山 - 入山峠 - 市道山 - 醍醐丸 - 和田峠 - 陣馬山 - 景信山 - 城山 - 高尾山 - 京王高尾山口駅（32.5 km、歩行時間10時間）である[21]。
- 「醍醐林道ルート」(TOKYO八峰マウンテントレイル大会ルート) [22]
  - 夕やけ小やけふれあいの里から醍醐林道経由で和田峠→陣馬山→城山→大垂水峠→草戸山→四辻→落合公園である[21]。

## 隣接する山
- 醍醐丸（867 m） - 八王子市の最高地点である。
- 陣馬山（854.8 m） - 峠にある茶店の裏手に登山道がある

## 周辺の山など
- 熊倉山 （966 m）
- 三国山（960 m）
- 生藤山（990.3 m）
- 連行峰（1,016 m）
- 茅丸[23]（藤野町最高峰1019 m）-  別名は茅丸山